# برونو فلوري
برونو فلوري (بالفرنسية: Bruno Fleury )‏ (و. 1967 – م) هو ممثل، وممثل أفلام، من فرنسا.

## روابط خارجية
- برونو فلوري على موقع IMDb (الإنجليزية)
- برونو فلوري على موقع قاعدة بيانات الفيلم (الإنجليزية)